# Roberto Grau (rugbista)
Roberto Diego Grau (Mendoza, 16 de julio de 1970) es un empresario y ex–jugador argentino de rugby que se desempeñaba como pilar. Fue internacional con los Pumas de 1993 a 2003.

## Carrera
Fue hermano mayor del también jugador  de rugby Martín Grau, quien fue considerado una promesa internacional y falleció a los 21 años.
En 1996 se hizo profesional al ser contratado por los Golden Lions. Disputó el Super Rugby 1996, la Currie Cup 1996 y el Super Rugby 1997. Es así el primer argentino que jugó el Super Rugby para un equipo de Sudáfrica.

## Selección nacional
El también mendocino Alejandro Petra, lo convocó a los Pumas junto a Federico Méndez, para enfrentar a los Brave Blossoms en mayo de 1993.
Durante su carrera compitió por la titularidad con Matías Corral, hasta 1996 cuando le ganó el puesto. En total jugó 47 partidos y marcó dos tries (10 puntos).

### Participaciones en Copas del Mundo
Integró el plantel que participó en Gales 1999 y logró avanzar a la fase final por primera vez en la historia. En Australia 2003 jugaría su último  partido en la derrota argentina contra el XV del Trébol.
| Mundial                       | Sede      | Resultado        | PJ | Tries |
| ----------------------------- | --------- | ---------------- | -- | ----- |
| Copa Mundial de Rugby de 1999 | Gales     | Cuartos de final | 2  | 0     |
| Copa Mundial de Rugby de 2003 | Australia | Fase de grupos   | 2  | 0     |

## Palmarés
- Campeón del Torneo Panamericano de 1996 y 2003.
- Campeón del Sudamericano de Rugby A de 1993 y 1995.
- Campeón de la Anglo-Welsh Cup de 1997–98.